# محافظة لوانغ برابانغ
 محافظة لوانغ برابانغ (لاو:ຫລວງພະບາງ) و(بالإنجليزية:Luang Prabang) هي محافظة تابعة لجمهورية لاوس الديموقراطية الشعبية تقع شمال البلاد وتعتبر عاصمة المحافظة المسماة لوانغ برابانغ واحدة من أقدم المدن في لاوس حيث يرجع تاريخ تأسيسها إلى 1200 سنة مضت وكانت عاصمة لاوس في القرن الرابع عشر .

## التقسيمات الادارية
- تنقسم المحافظة إلى 11 منطقة إدارية كمقاطعات (بلديات)

| 1. مقاطعة تشومفيت 2. مقاطعة لوانجفرابانج 3. مقاطعة نامباك 4. مقاطعة نان 5. مقاطعة نجوى 6. مقاطعة باك شينج 7. مقاطعة فينجخام 8. مقاطعة نجوين | 1. مقاطعة بارك أوي 2. مقاطعة فونكساي 3. مقاطعة فوخوني |